# 赫伯特·胡贝尔
赫伯特·胡贝尔（德語：Herbert Huber，1944年12月4日—1970年7月15日），奥地利男子高山滑雪运动员。他曾代表奥地利参加1968年冬季奥林匹克运动会高山滑雪比赛，获得男子回转银牌。